# Skleník

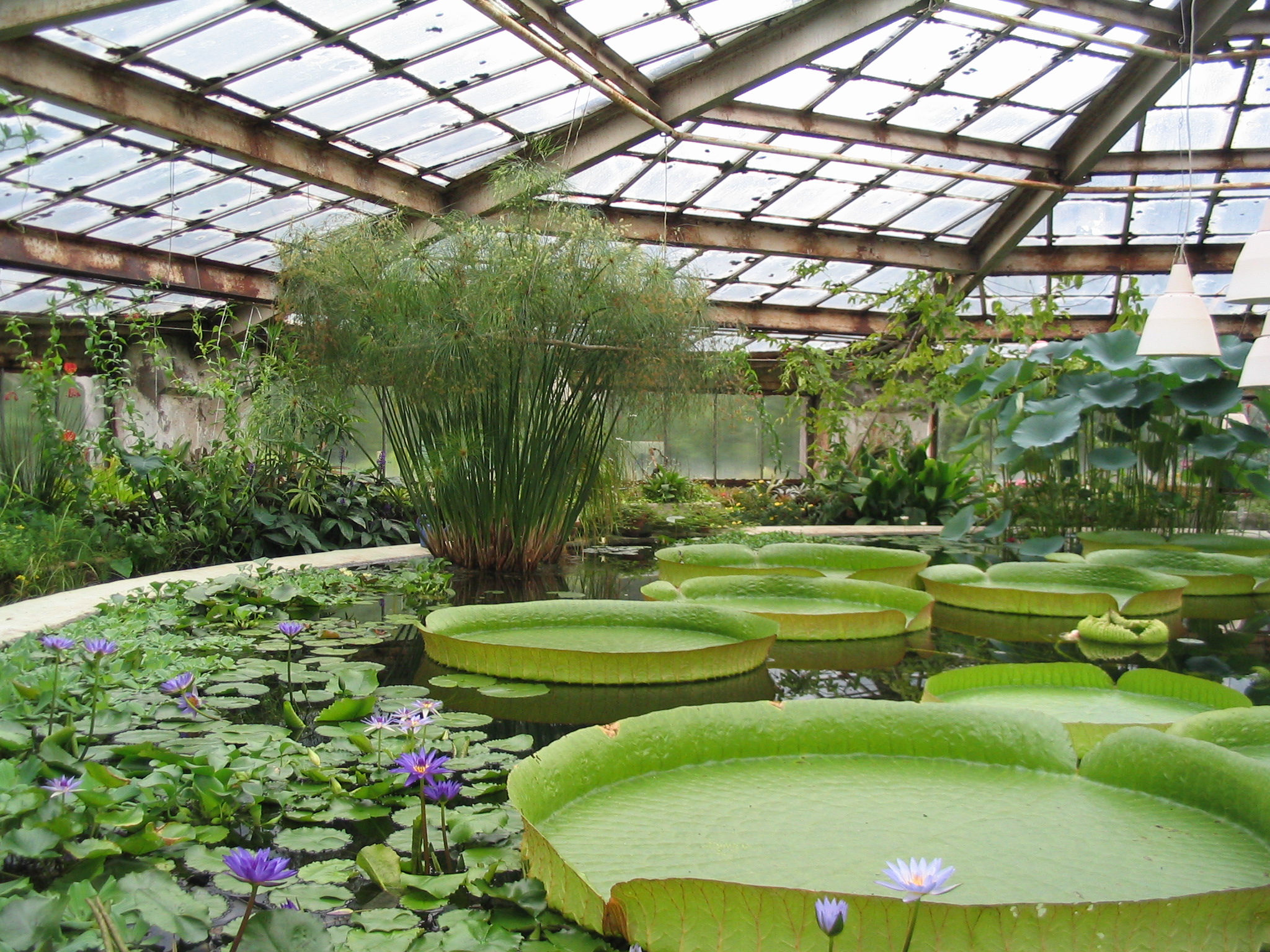
Skleník s amazonskou květenou, Sankt Petěrburg

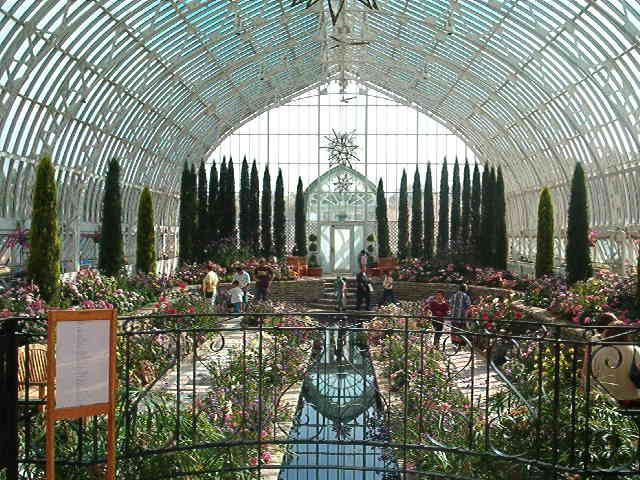
Skleník v Saint Paul, Minnesota (USA)

Skleník je stavba sloužící pro pěstování rostlin, které vyžadují specifické klimatické podmínky (především vyšší teplotu než má okolí a vlhkost vzduchu). Tvoří jej nosná konstrukce opatřená průsvitnými deskami (nejčastěji sklo, případně plast – dutinkový polykarbonát). Desky bývají upevněny v okenních rámech z důvodu možnosti větrání. Vnitřek skleníku se ohřívá působením slunečního záření, které prochází pláštěm skleníku, ten naopak znemožňuje tepelné ztráty (skleníkový efekt). V drsnějších klimatických oblastech nebo v případě celoročního využívání bývají skleníky opatřeny vytápěním pro udržení vyšší teploty v zimních měsících.
Skleníky nemusejí být skleněné celé. Důležité je především prosklení z jihu (v případě severní polokoule); naopak ze severu (v případě severní polokoule) nemá prosklení význam. Skleníky jsou proto budovány často jako přístavby u domů, řidčeji mohou stát i samostatně, s jednou či dvěma stěnami zděnými – neprůhlednými.
Aby se interiér skleníků nepřehříval, bývají skleníky vybaveny jednak větráním (mnohdy automatickým) a krom toho také zastíněním střechy či jiných exponovaných ploch. Nejčastěji se používá zavápnění skel nebo stínění rohožemi. Možné jsou i další formy stínění, např. zelenou střechou, která zároveň snižuje tepelné ztráty přes zimu.
Skleníky mají obvykle hliněnou zem (záhony pro větší rostliny), ale některé skleníky, např. skleníky určené pro pikýrování, pro růst sadby či jiné specializované skleníky mají betonové základy, pevnou podlahu a pracovní stoly. Skleníky mohou být vybaveny i policemi a regály.
V České republice je skleník u rodinných domů a staveb pro rodinnou rekreaci do 40 m2 zastavěné plochy a do 5 m výšky umístěný v odstupové vzdálenosti nejméně 2 m od hranice pozemku stavbou, která nevyžaduje žádné povolení.

## Světové skleníky
- Skleník královského zámku ve Versailles (založen po roce 1684)
- Skleník s amazonskými rostlinami v botanické zahradě v Sankt Petěrburgu (založeno roku 1714)
- Glaspalast (skleněný palác) ve staré botanické zahradě v Mnichově, založen roku 1854
- Podobu gigantického skleníku měly nezachované Křišťálové paláce, zbudované pro světové průmyslové výstavy v Londýně (1851) a v New Yorku (1853).

Speciální skleníky
- pro pěstování růží (rosarium), subtropických rostlin (kamélie, magnólie) nebo dřevin a podle nich nazývané (palmarium, oranžerie).

K největším ve střední Evropě patří čtyři rekonstruované skleníky v areálu saského zámku Pillnitz na Labi v blízkosti Drážďan.
- motýlárium – kombinované skleníky pro tropické rostliny a motýly, největší je na ostrově Mainau v Bodamském jezeře

## České skleníky
Nejstarší dochované skleníky

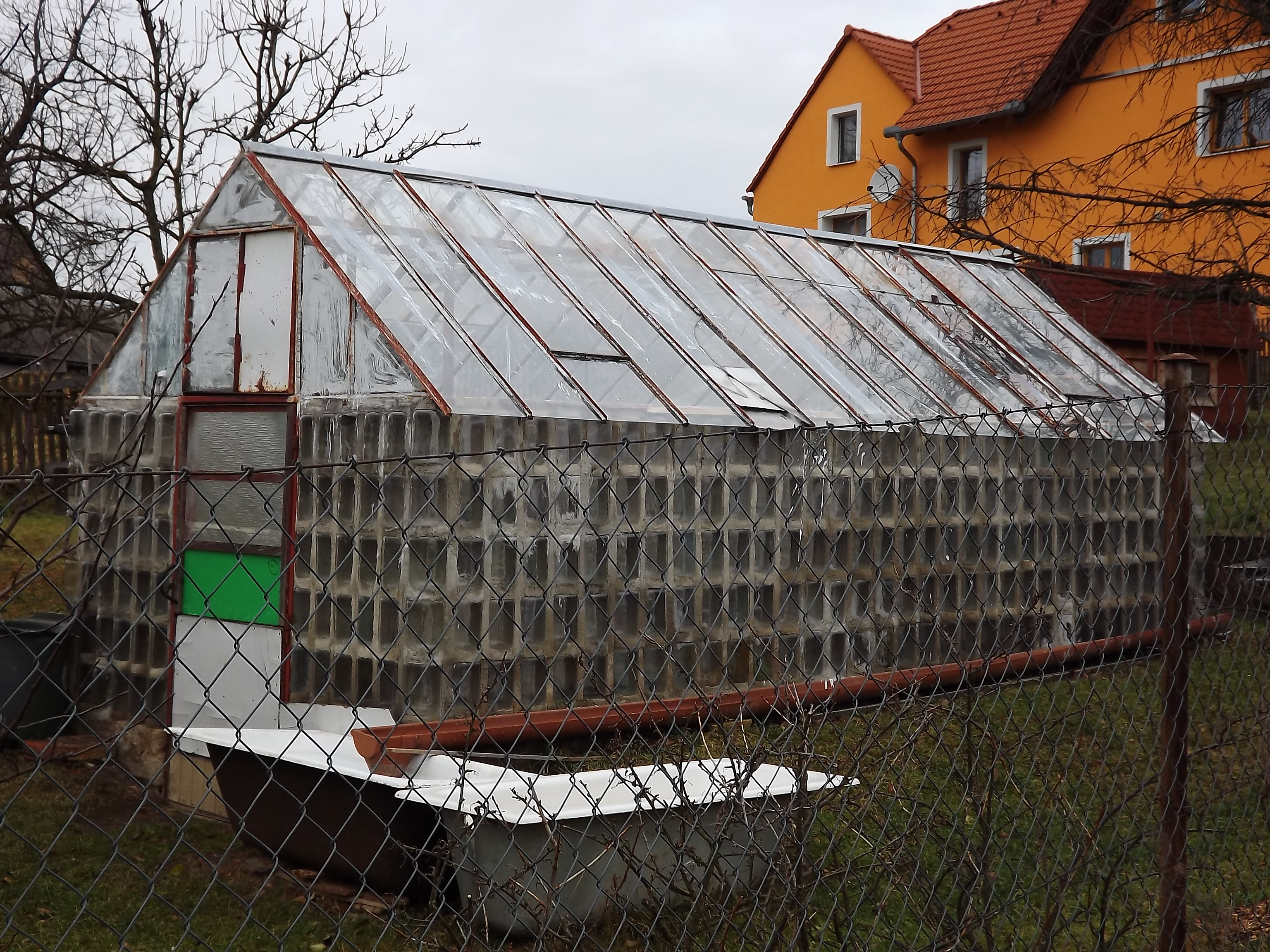
skleník ze zavařovacích sklenic

- Oranžérie v Královské zahradě na Pražském hradě – původem z počátku 60. let 16. století, navrhl architekt Bonifác Wolmut; zděný základ použila architekta Eva Jiřičná pro svou konstrukci proskleného pláště z let 1999–2001
- Oranžérie v zahradě Břevnovského kláštera, navrhl architekt Kryštof Dienzenhofer, kolem 1720; ruina rekonstruována kolem roku 2000
- Skleník v areálu zámku Veltrusy, z první poloviny 18. století.

Největší skleníky
- Skleníky v botanické zahradě v Liberci
- Tropický skleník Fata Morgana v Pražské botanické zahradě
- Palmový skleník s litinovou konstrukcí o rozměrech 92 x 13 metrů, z let 1842–1845, Lednice (zámek)[3]
- Palmový skleník v Květné zahradě zámku v Kroměříži